# Jewgeni Anatoljewitsch Dadonow
Jewgeni Anatoljewitsch Dadonow (russisch Евгений Анатольевич Дадонов; englische Transkription: Evgeni bzw. Yevgeni Anatolyevich Dadonov; * 12. März 1989 in Tscheljabinsk, Russische SFSR, Sowjetunion) ist ein russischer Eishockeyspieler, der seit Juli 2025 bei den New Jersey Devils in der National Hockey League (NHL) unter Vertrag steht. Der rechte Flügelstürmer hatte bereits von 2009 bis 2012 für die Florida Panthers in der NHL gespielt, war allerdings zwischenzeitlich in seine Heimat zurückgekehrt und hatte mit dem SKA Sankt Petersburg zweimal den Gagarin-Pokal gewonnen. Zudem war er für die Carolina Hurricanes, Ottawa Senators, Vegas Golden Knights, Canadiens de Montréal und Dallas Stars aktiv. Mit der russischen Nationalmannschaft gewann er bei der Weltmeisterschaft 2014 die Goldmedaille.

## Karriere

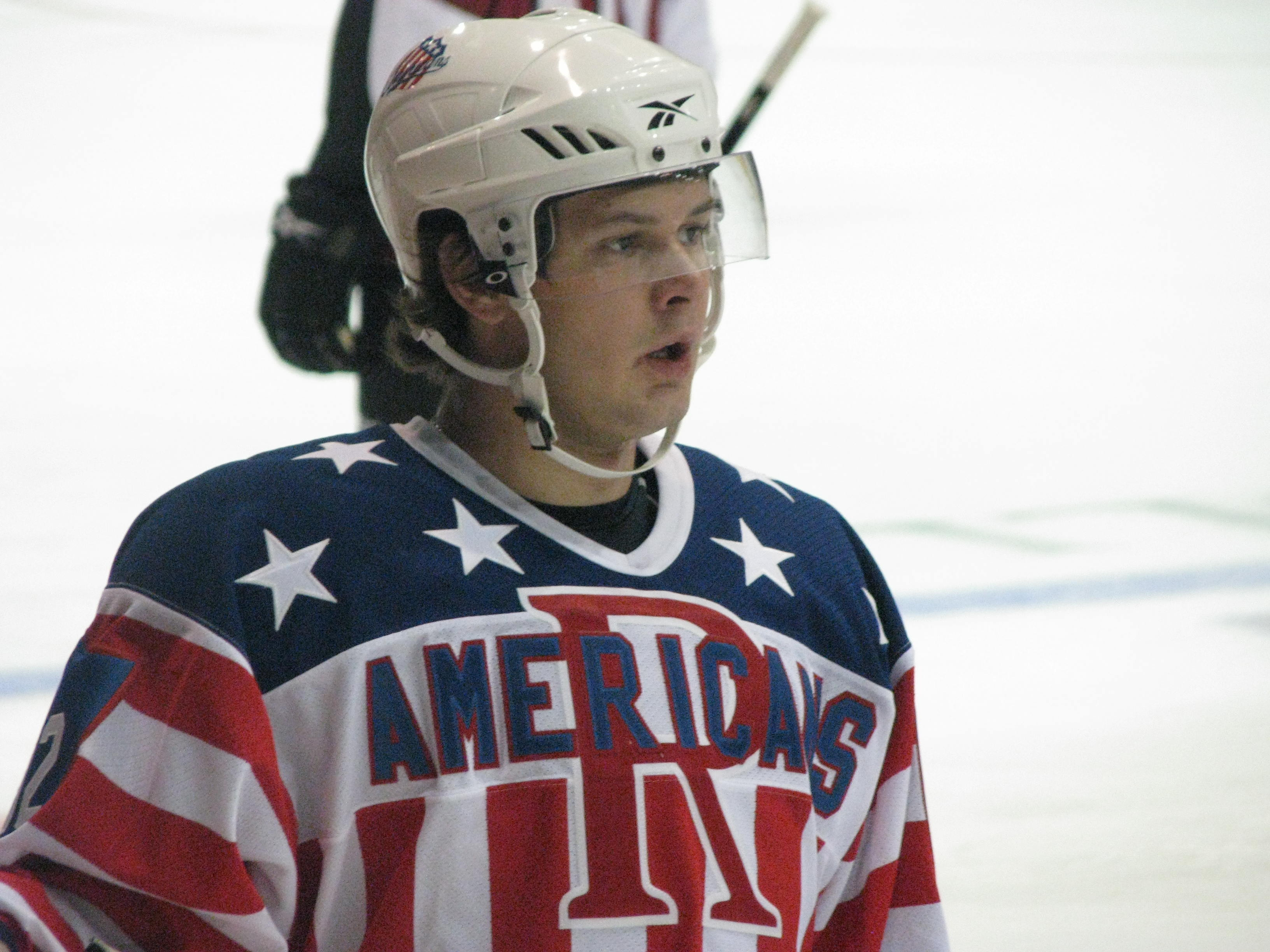
Dadonow im Trikot der Rochester Americans

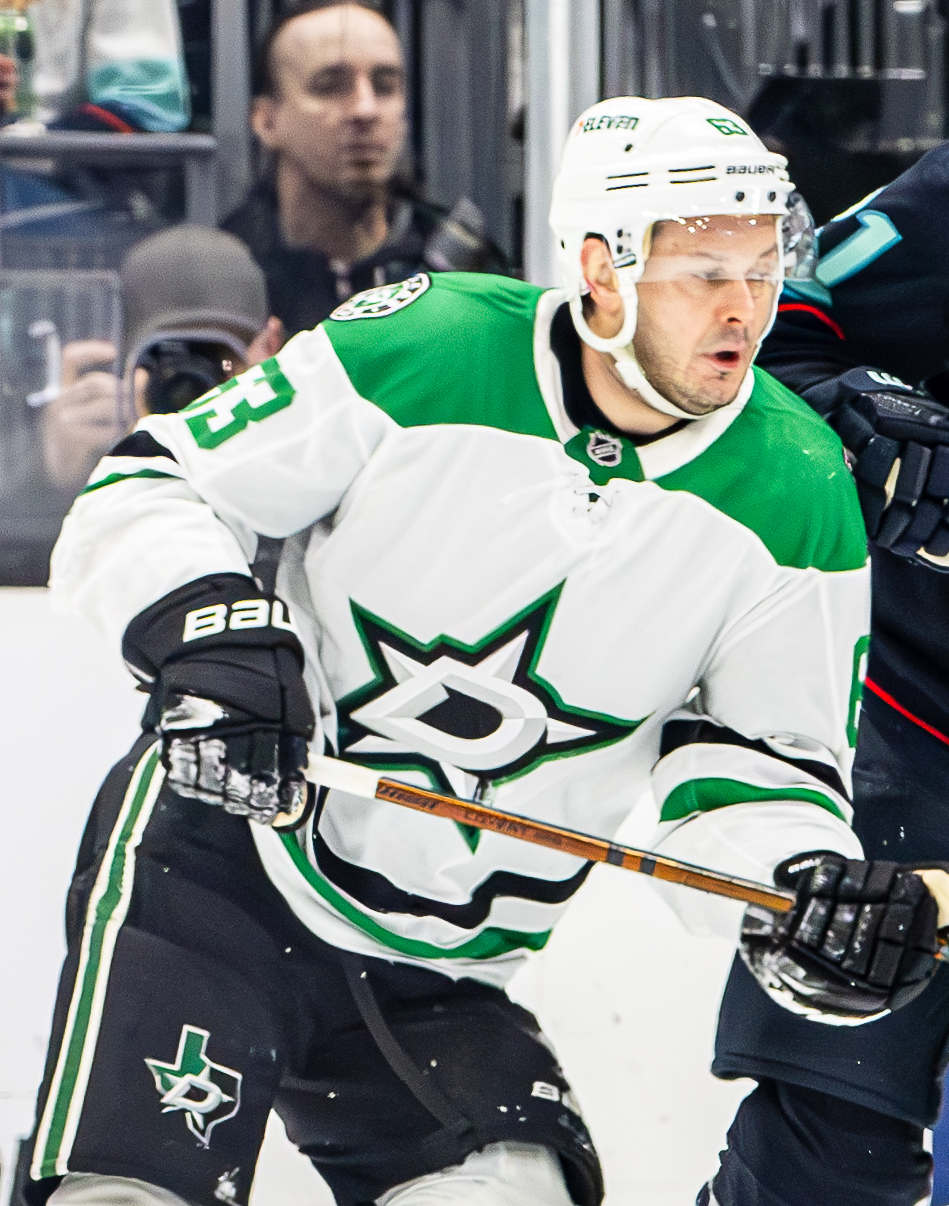
Dadonow im Trikot der Dallas Stars (2025)

Jewgeni Dadonow begann seine Karriere als Eishockeyspieler in seiner Heimatstadt im Nachwuchsbereich des HK Traktor Tscheljabinsk, für dessen Profimannschaft er in der Saison 2005/06 sein Debüt in den Playoffs der zweitklassigen Wysschaja Liga gab. In dieser Spielzeit stieg er als Zweitliga-Meister mit seiner Mannschaft in die russische Superliga auf. In dieser erzielte der Flügelspieler in der Saison 2006/07 in 24 Spielen ein Tor und bereitete ein weiteres vor. Daraufhin wurde er im NHL Entry Draft 2007 in der dritten Runde als insgesamt 71. Spieler von den Florida Panthers ausgewählt. Zunächst blieb der Linksschütze jedoch in Russland, wo er in der Saison 2008/09 in der neu gegründeten Kontinentalen Hockey-Liga in 43 Spielen 15 Scorerpunkte für Traktor erzielte.
Zur Saison 2009/10 beorderten die Panthers den Junioren-Nationalspieler in ihr Farmteam aus der American Hockey League, die Rochester Americans, bei denen er in seiner Debütsaison sogleich zum Stammspieler avancierte und 41 Punkte in 83 Spielen erzielte. In der gleichen Spielzeit gab er sein NHL-Debüt die Panthers, blieb in vier Einsätzen allerdings punktlos. Auch die Saison 2010/11 begann Dadonow bei den Rochester Americans in der AHL und wurde nach 24 Spielen wieder in den NHL-Kader der Panthers berufen, für die er bei seinem vierten Einsatz erstmals einen Treffer erzielte. Für das NHL All-Star Game 2011 wurde er als einer von zwölf Rookies nominiert, die am Honda NHL SuperSkills teilnahmen.
Am 18. Januar 2012 wurde Dadonow von den Florida Panthers gemeinsam mit A. J. Jenks im Austausch für Jon Matsumoto und Mattias Lindström zu den Carolina Hurricanes transferiert. Im Juli 2012 kehrte er nach Europa zurück, als er vom HK Donbass Donezk aus der Kontinentalen Hockey-Liga verpflichtet wurde und in den folgenden zwei Jahren als Assistenzkapitän agierte. Zudem gehörte er beim HK Donbass zu den besten Scorern im Team und wurde folgerichtig 2014 in den Weltmeisterschaftskader der Sbornaja berufen.
Nach diesem Erfolg wurde er im Juni 2014 vom SKA Sankt Petersburg verpflichtet und blieb dem Team drei Spielzeiten lang treu. Während dieser Zeit konnte er zweimal den Gagarin-Pokal mit SKA gewinnen. Im Juli 2017 unterschrieb er abermals einen Vertrag bei den Florida Panthers aus der NHL und kehrte damit nach fünfjähriger Unterbrechung nach Nordamerika zurück. Bei den Panthers überzeugte er nun prompt, so wurde er in der Spielzeit 2017/18 mit 65 Punkten viertbester Scorer des Teams. Nach drei Jahren in Florida wurde sein auslaufender Vertrag nach der Spielzeit 2019/20 nicht verlängert, sodass er sich als Free Agent den Ottawa Senators anschloss. Dort unterzeichnete er einen neuen Dreijahresvertrag, der ihm ein durchschnittliches Jahresgehalt von fünf Millionen US-Dollar einbringen soll. Bereits im Juli 2021 wurde er allerdings an die Vegas Golden Knights abgegeben, während Ottawa im Gegenzug Nick Holden sowie ein Drittrunden-Wahlrecht für den NHL Entry Draft 2022 erhielt.
Bereits zur Trade Deadline im März 2022 wollten die Golden Knights den Russen samt eines konditionalen Zweitrunden-Wahlrechts im NHL Entry Draft 2023 oder 2024 an die Anaheim Ducks abgeben und hätten dafür John Moore erhalten sowie den Vertrag von Ryan Kesler übernommen. Die NHL hatte dieses Tauschgeschäft initial bereits genehmigt, bevor sich wenig später herausstellte, dass Dadonow eine „no-trade clause“ in seinem Vertrag hatte – eine Klausel, die einen Transfer an bestimmte Teams verhindert, in seinem Falle eine Liste von 10 von ihm gewählten Mannschaften. Diese Liste wiederum enthielt die Anaheim Ducks, sodass die NHL das gesamte Tauschgeschäft letztlich für ungültig erklärte. Erst im November 2023 entschied die NHL in diesem Falle, dass die besagte Liste nicht korrekt von den Ottawa Senators an die Vegas Golden Knights weitergeleitet worden war und dass den Senators daher ein Erstrunden-Wahlrecht (in den Jahren 2024, 2025 oder 2026) entzogen wird. Als direkte Reaktion darauf wurde Pierre Dorion, sowohl damaliger als auch aktueller General Manager der Senators, entlassen.
Im weiteren Verlauf beendete der Russe die Saison in Las Vegas und wurde dann im Juni 2022 zu den Canadiens de Montréal transferiert, die dafür den verbleibenden Vertrag von Shea Weber zu den Golden Knights schickten. Auch in Montréal lief er nur eine knappe halbe Saison auf, ehe er im Februar 2023 im Tausch für Denis Gurjanow zu den Dallas Stars transferiert wurde und die Canadiens dabei weiterhin die Hälfte seines Gehalts übernahmen. Im Juli 2025 unterzeichnete er als Free Agent einen Einjahresvertrag bei den New Jersey Devils.

### International
Für Russland nahm Dadonow an der U18-Junioren-Weltmeisterschaft 2007 sowie den U20-Junioren-Weltmeisterschaften 2008 und 2009 teil. Bei allen seiner drei Turnierteilnahmen gewann er dabei eine Medaille, 2007 wurde er sogar U18-Weltmeister. Zudem vertrat der Stürmer sein Heimatland im Rahmen der Super Series 2007.
2014 gewann er mit der Sbornaja die Goldmedaille bei der Herren-Weltmeisterschaft und vertrat sein Heimatland auch beim World Cup of Hockey 2016.

## Erfolge und Auszeichnungen
| - 2006 Meister der Wysschaja Liga und Aufstieg in die Superliga mit dem HK Traktor Tscheljabinsk - 2011 NHL All-Star Game SuperSkills Competition - 2013 IIHF-Continental-Cup-Gewinn mit dem HK Donbass Donezk | - 2015 KHL-Stürmer des Monats April - 2015 Gagarin-Pokal-Gewinn mit dem SKA Sankt Petersburg - 2017 Gagarin-Pokal-Gewinn und Russischer Meister mit dem SKA Sankt Petersburg |

### International
| - 2007 Goldmedaille bei der U18-Junioren-Weltmeisterschaft - 2008 Bronzemedaille bei der U20-Junioren-Weltmeisterschaft - 2009 Bronzemedaille bei der U20-Junioren-Weltmeisterschaft - 2014 Goldmedaille bei der Weltmeisterschaft | - 2015 Silbermedaille bei der Weltmeisterschaft - 2016 Bronzemedaille bei der Weltmeisterschaft - 2017 Bronzemedaille bei der Weltmeisterschaft - 2019 Bronzemedaille bei der Weltmeisterschaft |

## Karrierestatistik
Stand: Ende der Saison 2024/25

### International
Vertrat Russland bei:
| - U18-Junioren-Weltmeisterschaft 2007 - U20-Junioren-Weltmeisterschaft 2008 - U20-Junioren-Weltmeisterschaft 2009 - Weltmeisterschaft 2014 - Weltmeisterschaft 2015 | - Weltmeisterschaft 2016 - World Cup of Hockey 2016 - Weltmeisterschaft 2017 - Weltmeisterschaft 2018 - Weltmeisterschaft 2019 |

(Legende zur Spielerstatistik: Sp oder GP = absolvierte Spiele; T oder G = erzielte Tore; V oder A = erzielte Assists; Pkt oder Pts = erzielte Scorerpunkte; SM oder PIM = erhaltene Strafminuten; +/− = Plus/Minus-Bilanz; PP = erzielte Überzahltore; SH = erzielte Unterzahltore; GW = erzielte Siegtore; 1 Play-downs/Relegation; Kursiv: Statistik nicht vollständig)